# Valparaíso, Antioquia
Valparaíso este un municipiu din departamentul Antioquia, Columbia.